# Adolph Northen
Adolph Northen (anche accreditato come Adolf Northen; Münden, 6 novembre 1828 – Düsseldorf, 28 maggio 1876) è stato un pittore tedesco.

## Biografia
È nato a Münden, nel Regno di Hannover ed era un membro della scuola di pittura di Düsseldorf.
Principalmente raffiguranti scene di battaglia e in particolare gli eventi delle Guerre Napoleoniche, tra i lavori più noti di Northen c'è il ritiro di Napoleone dalla Russia che descrive il fallimento dell'invasione della Russia del 1812 da parte di Napoleone, l'attacco prussiano a Plancenoit, mostrando le divisioni prussiane di Hiller, Ryssel e Tippelskirch che sconfiggono la giovane guardia imperiale francese, 1º battaglione del 2° Granatiere e 2° cacciatori nella battaglia di Waterloo.
Northern è morto a Düsseldorf all'età di 48 anni.